# Traités de Stockholm
Les deux traités de Stockholm sont négociés par le roi Frédéric Ier pour mettre fin à la grande guerre du Nord.

## Historique
Le premier des traités est signé le 20 novembre 1719 (9 novembre du calendrier julien) entre le royaume de Suède et l'électorat de Brunswick-Lunebourg. La Suède y perd le contrôle du Brême-et-Verden.
Le second traité est signé le 1er février 1720 (21 janvier du calendrier julien) entre le royaume de Suède et le royaume de Prusse. La Suède y perd une partie de la Poméranie suédoise (au sud de la Peene) et l'Ouest du Peenestrom, les îles d'Usedom et de Wolin, ainsi que les villes de Stettin, Damm et Goleniów.